# Kai Kara-France
James Kaiwhare “Kai” Kara-France (Auckland, 26 de março de 1993) é um lutador profissional de artes marciais mistas neozelandês, que atualmente compete pelo UFC na categoria dos moscas.

## Carreira no MMA

### Primeiros anos
Em Novembro de 2010, Kara-France começou sua carreira profissional em Auckland, na Nova Zelândia, com uma vitória por nocaute técnico contra Ray Katiana.

### The Ultimate Fighter
Em 2016, Kara-France competiu no The Ultimate Fighter: Tournament of Champions — a 24ª edição do reality show produzido pelo UFC, The Ultimate Fighter. Ele venceu sua primeira luta por nocaute aos 30 segundos do primeiro round contra Terrence Mitchell. Sua segunda e última luta no torneio foi nas quartas de final, onde ele perdeu por decisão para Alexandre Pantoja.

### Ultimate Fighting Championship
Kara-France foi contratado pelo UFC em Julho de 2018 e estreou em 1 de dezembro de 2018 no UFC Fight Night: dos Santos vs. Tuivasa contra Ashkan Mokhtarian. Entretanto, em 21 de novembro de 2018 Moktarian se retirou da luta devido a uma lesão, e foi substituído por Elias Garcia. Kara-France venceu por decisão unânime. Ambos lutadores faturaram o bônus de 50 mil dólares pela Luta da Noite.
Dois meses depois, Kara-France enfrentou Raulian Paiva em 9 de fevereiro de 2019 no UFC 234: Adesanya vs. Silva. Ele venceu a luta por decisão dividida.
Kara-France enfrentou Mark De La Rosa em 31 de Agosto de 2019 no UFC Fight Night: Andrade vs. Zhang. Ele venceu a luta por decisão unânime.
Kara-France foi brevemente associado à uma luta contra Sergio Pettis em 14 de dezembro de 2019 no UFC 245. Entretanto, em Outubro, Pettis revelou que estava analisando propostas de outras organizações e que não estaria lutando por enquanto. Kara-France por sua vez enfrentou Brandon Moreno. Ele perdeu a luta por decisão unânime.
Kara-France enfrentou Tyson Nam em 22 de fevereiro de 2020 no UFC Fight Night: Felder vs. Hooker. Ele venceu a luta por decisão unânime.

#### Disputa do cinturão interino dos moscas
Kara-France enfrentou o ex-campeão peso-mosca Brandon Moreno em uma revanche em 30 de julho de 2022, com o Cinturão Peso-Mosca interino do UFC em jogo, no UFC 277.  Ele perdeu a luta por nocaute técnico no terceiro round. A luta lhe rendeu seu quarto prêmio de Luta da Noite.

#### Disputa do cinturão dos moscas
Kara-France estava supostamente programado para enfrentar Alexandre Pantoja pelo Cinturão Peso-Mosca do UFC em 12 de abril de 2025, no UFC 314. No entanto, por razões desconhecidas, a luta teria sido transferida para 7 de junho de 2025 no UFC 316, mas nunca se concretizou. A luta foi remarcada e ocorreu em 28 de junho de 2025 no UFC 317. Kara-France perdeu a luta por finalização com um mata-leão no terceiro round.

## Campeonatos e realizações
- Ultimate Fighting Championship
  - Luta da Noite (três vezes) vs. Elias Garcia, Brandon Moreno 2 e Brandon Royval[11][22]
  - Performance da Noite (três vezes) vs. Rogério Bontorin, Cody Garbrandt e Steve Erceg

## Cartel no MMA
| Cartel no MMA   |             |             |
| 38 lutas        | 25 vitórias | 12 derrotas |
| Por nocaute     | 12          | 3           |
| Por finalização | 3           | 4           |
| Por decisão     | 10          | 5           |
| No contest      | 1           | 1           |

| Res.    | Cartel    | Oponente             | Método                                   | Evento                                      | Data       | Round | Tempo | Local             | Notas |
| ------- | --------- | -------------------- | ---------------------------------------- | ------------------------------------------- | ---------- | ----- | ----- | ----------------- | --- |
| Derrota | 25–12 (1) | Alexandre Pantoja    | Finalização (mata-leão)                  | UFC 317: Topuria vs. Oliveira               | 28/06/2025 | 3     | 1:54  | Las Vegas, Nevada | Pelo Cinturão Peso-Mosca do UFC.                                                                          |
| Vitória | 25–11 (1) | Steve Erceg          | Nocaute Técnico (socos)                  | UFC 305: du Plessis vs. Adesanya            | 18/08/2024 | 1     | 4:04  | Perth             | Performance da Noite.                                                                                     |
| Derrota | 24–11 (1) | Amir Albazi          | Decisão (dividida)                       | UFC on ESPN: Kara-France vs. Albazi         | 03/06/2023 | 5     | 5:00  | Las Vegas, Nevada | |
| Derrota | 23–10 (1) | Brandon Moreno       | Nocaute técnico (chute no corpo e socos) | UFC 277: Peña vs. Nunes 2                   | 30/07/2022 | 3     | 4:34  | Dallas, Texas     | Pelo Cinturão Peso-Mosca Interino do UFC.                                                                 |
| Vitória | 23–9 (1)  | Cody Garbrandt       | Nocaute Técnico (socos)                  | UFC 269: Oliveira vs. Poirier               | 11/12/2021 | 1     | 3:21  | Las Vegas, Nevada | Performance da Noite.                                                                                     |
| Vitória | 22–9 (1)  | Rogério Bontorin     | Nocaute (socos)                          | UFC 259: Blachowicz vs. Adesanya            | 06/03/2021 | 1     | 4:55  | Las Vegas, Nevada | Performance da Noite.                                                                                     |
| Derrota | 21–9 (1)  | Brandon Royval       | Finalização (guilhotina)                 | UFC 253: Adesanya vs. Costa                 | 26/09/2020 | 2     | 0:48  | Abu Dhabi         | |
| Vitória | 21–8 (1)  | Tyson Nam            | Decisão (unânime)                        | UFC Fight Night: Felder vs. Hooker          | 22/02/2020 | 3     | 5:00  | Auckland          | |
| Derrota | 20–8 (1)  | Brandon Moreno       | Decisão (unânime)                        | UFC 245: Usman vs. Covington                | 14/12/2019 | 3     | 5:00  | Las Vegas, Nevada | |
| Vitória | 20–7 (1)  | Mark De La Rosa      | Decisão (unânime)                        | UFC Fight Night: Andrade vs. Zhang          | 31/08/2019 | 3     | 5:00  | Shenzhen          | |
| Vitória | 19–7 (1)  | Raulian Paiva        | Decisão (dividida)                       | UFC 234: Adesanya vs. Silva                 | 09/02/2019 | 3     | 5:00  | Melbourne         | |
| Vitória | 18–7 (1)  | Elias Garcia         | Decisão (unânime)                        | UFC Fight Night: dos Santos vs. Tuivasa     | 01/12/2018 | 3     | 5:00  | Adelaide          | Estreia no UFC; volta aos Moscas; Luta da Noite.                                                          |
| Vitória | 17–7 (1)  | Xiaoyu Shi           | Finalização (mata-leão)                  | Glory of Heroes - New Zealand vs. China     | 04/03/2018 | 1     | N/A   | Auckland          | |
| Vitória | 16–7 (1)  | Huoyixibai Chuhayifu | Decisão (unânime)                        | W.A.R.S. 19                                 | 11/11/207  | 3     | 5:00  | Zhengzhou         | |
| Vitória | 15–7 (1)  | Qileng Aori          | Decisão (unânime)                        | W.A.R.S. 14                                 | 20/05/2017 | 3     | 5:00  | Zhengzhou         | |
| Vitória | 14–7 (1)  | Ze Wu                | Nocaute Técnico (socos)                  | W.A.R.S. 13                                 | 22/04/2017 | 1     | 2:01  | Zhengzhou         | |
| Vitória | 13–7 (1)  | Rodolfo Marques      | Nocaute (soco)                           | Hex Fight Series 8                          | 31/03/2017 | 3     | 2:59  | Melbourne         | Volta aos Galos.                                                                                          |
| Derrota | 12–7 (1)  | Tatsumitsu Wada      | Decisão (unânime)                        | Rizin World Grand Prix 2016: 2nd Round      | 29/12/2016 | 3     | 5:00  | Saitama           | |
| Vitória | 12–6 (1)  | Crisanto Pitpitunge  | Nocaute Técnico (socos)                  | Pacific Xtreme Combat 52                    | 18/03/2016 | 3     | 0:00  | Mangilao          | |
| Vitória | 11–6 (1)  | Josh Duenas          | Nocaute Técnico (socos)                  | Pacific Xtreme Combat 50                    | 04/12/2015 | 1     | 0:22  | Mangilao          | |
| Vitória | 10–6 (1)  | Shantaram Maharaj    | Nocaute Técnico (socos)                  | Bragging Rights 7                           | 27/09/2015 | 1     | 1:33  | Perth             | Ganhou o Cinturão Peso Mosca do KOZ.                                                                      |
| Vitória | 9–6 (1)   | Dindo Camansa        | Nocaute Técnico (socos)                  | Malaysian Invasion: Mixed Martial A'rr      | 01/06/2015 | 1     | 0:12  | Andaman Sea       | Estreia nos Moscas.                                                                                       |
| Vitória | 8–6 (1)   | Ik Hwan Jang         | Nocaute Técnico (socos)                  | PRO Fighting 10                             | 09/05/2015 | 1     | 0:08  | Taipei            | |
| Derrota | 7–6 (1)   | Jumayi Ayideng       | Decisão (unânime)                        | Kunlun Fight 18                             | 18/01/2015 | 3     | 5:00  | Nanjing           | |
| Derrota | 7–5 (1)   | Mark Striegl         | Finalização (mata-leão)                  | Malaysian Invasion 2: Grand Finals          | 25/10/2014 | 1     | 2:10  | Kuala Lumpur      | |
| Derrota | 7–4 (1)   | Gustavo Falciroli    | Finalização (estrangulamento brabo)      | AFC 9                                       | 17/05/2014 | 1     | 4:55  | Melbourne         | Pelo Cinturão Peso Galo do AFC.                                                                           |
| Vitória | 7–3 (1)   | Tieyin Wu            | Decisão (unânime)                        | Kunlun Fight 1                              | 25/01/2014 | 3     | 5:00  | Pattaya           | |
| NC      | 6–3 (1)   | Gustavo Falciroli    | Sem Resultado                            | AFC 7                                       | 14/12/2013 | 2     | 3:20  | Melbourne         | Kara-France foi nocauteado e caiu das cordas do ringue. Mudado para "sem resultado" de forma controversa. |
| Vitória | 6–3       | Tieyin Wu            | Finalização (guilhotina)                 | Bandung Fighting Club                       | 23/10/2013 | 1     | 1:54  | Manila            | |
| Vitória | 5–3       | Yudi Cahyadi         | Decisão (unânime)                        | Bandung Fighting Club                       | 29/09/2013 | 3     | 5:00  | Bandung           | |
| Vitória | 4–3       | Ho-Joon Kim          | Nocaute (chute na cabeça)                | PRO Fighting 8                              | 04/08/2013 | 1     | 3:44  | Taipei            | |
| Derrota | 3–3       | Danaa Batgerel       | Decisão (unânime)                        | Legend Fighting Championship 11             | 27/04/2013 | 3     | 5:00  | Kuala Lumpur      | |
| Vitória | 3–2       | Caleb Lally          | Decisão (unânime)                        | Rage in the Cage: MMA Fighting Championship | 03/10/2012 | 3     | 5:00  | Tauranga          | |
| Vitória | 2–2       | Sam Chan             | Finalização (guilhotina)                 | Legend Fighting Championship 10             | 24/08/2012 | 1     | 3:21  | Hong Kong         | |
| Derrota | 1–2       | Agustin Delarmino    | Nocaute (socos)                          | Legend Fighting Championship 8              | 30/03/2012 | 3     | 0:29  | Hong Kong         | |
| Derrota | 1–1       | Chad George          | Nocaute (soco)                           | The Cage 2: USA vs. New Zealand             | 02/12/2011 | 1     | 2:04  | Whakatane         | |
| Vitória | 1–0       | Ray Kaitiana         | Nocaute Técnico (socos)                  | Supremacy Cage Fighting 7                   | 27/11/2010 | 1     | 1:26  | Auckland          | Estreia nos Galos.                                                                                        |
| Fonte:  |           |                      |                                          |                                             |            |       |       |                   | |